# Kondo-Effekt
Der Kondo-Effekt beschreibt das anomale Verhalten des elektrischen Widerstands in Metallen mit magnetischen Störstellen.
1934 beobachteten Wander Johannes de Haas, Jan Hendrik de Boer und G. J. van de Berg ein Minimum des elektrischen Widerstands einer Gold-Probe mit magnetischen Verunreinigungen bei tiefen Temperaturen, welches mit dem damaligen Verständnis des elektrischen Widerstandes nicht vereinbar war.
Nach dem damaligen Verständnis gab es zwei Arten von Tieftemperaturverhalten des Widerstandes:
- Einen monotonen abklingenden Widerstand bis zu einem Restwiderstand bei {\displaystyle T=0} durch (nicht-magnetische) Verunreinigungen und Gitterschwingungen (z. B. bei Kupfer, Gold)
- Das Einsetzen von Supraleitung unterhalb einer kritischen Temperatur {\displaystyle T_{c}} – das komplette Verschwinden des elektrischen Widerstandes (z. B. bei Blei, Niob).

Jun Kondo konnte 1964 störungstheoretisch zeigen, dass der elektrische Widerstand für tiefe Temperaturen aufgrund magnetischer Störstellen logarithmisch divergiert, da die Leitungselektronen an lokalisierten magnetischen Elektronen gestreut werden.
Dieser Effekt bewirkt die Entstehung eines Widerstandsminimums. Die Temperaturabhängigkeit des elektrischen Widerstandes einschließlich des Kondo-Effekts wird durch die folgende Formel beschrieben:
{\displaystyle \rho (T)=\rho _{0}+aT^{2}+c_{m}\ln {\frac {\mu }{T}}+bT^{5}.}
Dabei ist {\displaystyle \rho _{0}} der Restwiderstand, {\displaystyle aT^{2}} der Beitrag der Fermi-Flüssigkeit und der Term {\displaystyle bT^{5}} beschreibt den Widerstandsanteil, der durch die Elektron-Phonon-Wechselwirkung hervorgerufen wird.
Jun Kondo hat die logarithmische Abhängigkeit aus dem nach ihm benannten Kondo-Modell abgeleitet. Das Zusammenbrechen der Störungstheorie unterhalb der sogenannten Kondotemperatur wird als Kondoproblem bezeichnet und konnte in späteren Ansätzen durch das sogenannte „Poor man’s scaling“ (Philip Warren Anderson, 1970) gelöst werden, um den endlichen Grenzwert des Widerstands für Temperaturen nahe dem absoluten Nullpunkt zu erklären. Der Scaling-Ansatz von Anderson war zunächst nur eine qualitative Hypothese und wurde erst 1974 von Kenneth G. Wilson durch die Methode der Renormierungsgruppe verifiziert und präzisiert.